# Montagnac, Hérault
Montagnac este o comună în departamentul Hérault din sudul Franței. În 2009 avea o populație de 3.582 de locuitori.

## Evoluția populației
| An        | 1975  | 1982  | 1990  | 1999  | 2006  | 2009  |
| --------- | ----- | ----- | ----- | ----- | ----- | ----- |
| Populație | 2.774 | 2.897 | 2.953 | 2.981 | 3.517 | 3.582 |